# Geoff Meed
Geoffrey „Geoff“ Andrew Meed (* 31. Dezember 1965 in Houston, Texas) ist ein US-amerikanischer Schauspieler, Autor, Regisseur und Kampfsportlehrer.

## Leben
Meed studierte Kampfsportarten und lässt sich nicht durch andere Stuntmen doubeln. Er begann seine Karriere als Stuntman in Liveshows der Universal Studios. Als Schauspieler war er seit Ende der 1980er Jahre in mehr als 60 Produktionen zu sehen. Seit 2007 tritt er als Drehbuchautor für The Asylum in Erscheinung. 2011 und 2020 inszenierte er auch jeweils auch einen Film.

## Filmografie (Auswahl)
als Schauspieler
- 1990: Fatal Skies
- 1995: Kickboxer 5
- 1997: Space Platoon (Leprechaun 4 – In Space)
- 2000: Brother
- 2006: Little Miss Sunshine
- 2007: Resident Evil: Extinction
- 2007: I Am Omega
- 2008: 100 Million BC
- 2009: Miss March
- 2010: 6 Guns
- 2010: Airline Disaster – Terroranschlag an Bord (Airline Disaster)
- 2011: Fast & Furious Five (Fast Five)
- 2020: Asteroid-a-Geddon – Der Untergang naht (Asteroid-a-Geddon)
- 2023: DC Down – Washington in Flammen (DC Down)
- 2024: War of the Worlds – Extinction

als Drehbuchautor
- 2007: I Am Omega
- 2010: 6 Guns
- 2012: Hold your Breath (#holdyourbreath)
- 2013: Home Invasion – Dieses Haus gehört mir (Foreclosed)
- 2014: American Warships 2 (Bermuda Tentacles, Fernsehfilm)
- 2016: Independents – War of the Worlds (Independents’ Day)
- 2017: Operation Dünkirchen (Operation Dunkirk)
- 2018: Attack from the Atlantic Rim 2 – Metal vs. Monster (Atlantic Rim: Resurrection)
- 2019: San Andreas Mega Quake
- 2020: Asteroid-a-Geddon – Der Untergang naht (Asteroid-a-Geddon; auch Regie)
- 2020: Top Gunner – Die Wächter des Himmels (Top Gunner)
- 2022: Jurassic Domination
- 2022: 4 Horsemen: Apocalypse – Das Ende ist gekommen (4 Horsemen: Apocalypse; auch Regie)
- 2023: DC Down – Washington in Flammen (DC Down; auch Regie)
- 2025: Great White Waters

### Gastauftritte in Fernsehserien
- 1993: Renegade – Gnadenlose Jagd (Renegade)
- 1995: Dr. Quinn – Ärztin aus Leidenschaft (Dr. Quinn, Medicine Woman)
- 1995: Walker Texas Ranger
- 1996, 2000: Emergency Room – Die Notaufnahme (ER)
- 1997: Babylon 5
- 1997, 2000: Buffy – Im Bann der Dämonen (Buffy the Vampire Slayer)
- 2000: Charmed – Zauberhafte Hexen (Charmed)
- 2001: CSI: Den Tätern auf der Spur (CSI: Crime Scene Investigation)
- 2002: Star Trek: Enterprise
- 2003: CSI: Miami
- 2004: Navy CIS (NCIS)
- 2006: Criminal Minds
- 2007: Zeit der Sehnsucht (Days of Our Lives)
- 2008: Bones – Die Knochenjägerin (Bones)
- 2009: The Closer
- 2004: CSI: New York
- 2009: The Mentalist

- 1997: Stimme von Crewman Tom Odell im Videospiel Star Trek: Voyager – Elite Force